# 专家组报告
专家组报告（Panel Report）是世界贸易组织争端解决机制裁决的一个环节。

## 简介
通常而言，在世界贸易组织成员之间发生贸易纠纷时，世界贸易组织将设立独立的专家组（Panel）来审理争端。专家组的审理期限一般为6个月至9个月。随后专家组会散发专家组报告，对争端事项作出裁决。
世界贸易组织成员如果对裁决不满意，可以向上诉机构提出上诉。